# Любен Дилов-син
Любен Любенов Дилов е български телевизионен и киносценарист, писател-сатирик, журналист, медиен предприемач, политик и народен представител в XL народно събрание (от листата на ОДС) и в XLV народно събрание, XLVI народно събрание, XLVII народно събрание и XLVIII народно събрание (от листата на ГЕРБ-СДС). Публична известност има под името Любен Дилов-син.

## Биография
Любен Дилов-син е роден на 19 ноември 1964 г. в София. Син е на българския писател фантаст Любен Дилов (1927 – 2008 г.). Завършва 32-ра гимназия в столицата и Факултета по журналистика на Софийския университет „Климент Охридски“, специалност „Печатни медии“. Редактор е в няколко печатни издания, като вестник „Поглед“, списание „Литературна академия“ и др.
От 1990 г. се занимава със създаването на телевизионните предавания „Ку-ку“, „Каналето“, „Хъшове“, „Шоуто на Слави“. Той е двигател и основен идеолог на тези предавания.
След 2001 г. Дилов-син навлиза в политиката на България. Той е създател и първи говорител на движение „Гергьовден“, а през 2003 г. става и негов председател.
От 2004 г. е собственик и редактор на вестник „Новинар“. През 2016 г. продава вестника на Делян Пеевски, който скоро след това го спира.
Член е на Интернет общество - България от 1 май 2001 г.
От 11 август 2010 г. е главен редактор на българското издание на италианското списание „L'Europeo“.
Любен Дилов-син е критикуван заради внасяне на проекти в Столична община, с цел облагодетелстване на негови лични приятели.
Разведен е, има три деца.
Член на журито в предаването „България търси талант“ – сезони 1 (2010), 2 (2012), 3 (2014), 5 (2016), 6 (2019) и 7 (2021). Член на журито в първия сезон (2013) на „Като две капки вода“.

## Творчество

### Писател
- Неспасяемият език или детството на идиота, София, Университетско издателство, 1989
- Слави Трифонов: За стърчането. София, Сиела, 2002, 288 с. ISBN 954649528Х
- Седнал във въздуха. (подб. и ред. Искра Ангелова). София, Сиела, 2003, 275 с., ISBN 954-649-629-4
- Хуйку. Български антинародни приказки. С илюстрации на Андрей Кулев. София, Сиела, 2008, 136 с. ISBN 978-954-28-0368-3
- Усмихни се България: Сатира. С илюстрации на Чавдар Николов. София, Сиела, 2008 ISBN 978-954-28-0179-5
- Циганите на Сатурн, бомба в парламента, секс с животни и други предизборни идеи: Политическа сатира. София, Сиела, 2009, 204 с. ISBN 978-954-28-0497-0
- TILT. Началото. София, Enthusiast, 2010, 200 с. ISBN 978-954-86-5763-1
- FасеБуки. София, Enthusiast, 2010, 168 с. ISBN 978-954-86-5731-0
- FасеБуки Т.II: Дневникът на малкия Нострадамус. София, Enthusiast, 2011, 166 с. ISBN 978-954-29-5836-9
- FасеБуки Т.III: Житейските възгледи на Дремещата в мен свиня, Enthusiast, 2013, 300 с. ISBN 978-619-164-080-5
- Лятото с тъжните курви (2016)

### Редактор
- „Капризите на Оливър“ на Боряна Тодорова (2011)
- „Анатомия на илюзиите“ на Людмила Филипова (2012)
- „Обществен експеримент“ на Мартин Карбовски (2013)
- „18% сиво“ на Захари Карабашлиев (2013)
- „Аз съм вашите обувки“ на Васил Пармаков (2017)
- „Архипелаг Ню Йорк“ на Владимир Тодоров (2018)
- "До луната за шишарки" на Васил Русев - Чайката (2019)
- “Гарванът, който можеше да спира времето”  Разкази на Самуил Петканов  (2020)
- “ИГРАТА НА СОЛТА”  от ЕЛЕНА КОЛЕВА (2021)
- “Съвременна българска митология”  на Самуил Петканов (2022)

### Сценарист
- LA DONNA E MOBILE (игрален филм, 1993)
- TILT (игрален филм, 2011)
- SEX, ЛЪЖИ & TV (ТВ сериал, скриптед риалити)
- 7 ЧАСА РАЗЛИКА (ТВ сериал, 2011 – 2014)

### Съставител
- Когато се наливаше левоцентризъма: Първа ку-книга. София, Труд ISBN 954-528-071-9